# 2022年6月澳門
2022年6月澳門是指澳門在2022年6月發生的重大新聞事件。

## 6月1日
- 拱北海關公佈搗破一宗通過水貨走私名酒案，聯同珠海和中山兩地公安採取行動共拘捕19人。[1]
- 6月2日0時起，所有由廣東省經珠澳口岸或水路入境人士須持採樣日後72小時內的核酸檢測陰性證明延長至7天。[2]
- 第三輪抗疫電子消費優惠計劃使用期正式開始，使用期至2023年2月28日。[3]

## 6月2日
- 澳門特別行政區政府消防局公佈該年1月新雅馬路消防車翻側事故調查結果，排除因車輛設計缺陷、機件故障及人為操作問題引致。[4]
- 在應變協調中心記者會上，山頂醫院醫務主任戴華浩宣佈6月3日起全澳4個核檢機構中的常規病毒核酸檢測價格由70澳門元下調至55澳門元。新核檢機構預計於6月底投入服務。[5]

## 6月4日
- 六四事件33周年，澳門民主發展聯委會早前宣佈不再舉行公開集會和八九民運展覽，在當晚，議事亭前地內的居民旅客如常穿梭，不時有警員對部分人士截查證件，現場氣氛大致平和。[6]

## 6月6日
- 位於石排灣公屋群中的石排灣社會及衛生服務大樓內的石排灣衛生中心正式啟用，原位於樂群樓地面層的石排灣臨時衛生站於當天下午起正式停用。[7]
- 行政長官賀一誠宣佈爭取向國家衛健委於暑假前落實「10+7」隔離防疫措施，即讓所有入境人士降至10天酒店隔離，隨後7天居家隔離。[8] 對於澳門特別行政區廉政公署公佈《關於湖畔大廈及業興大廈公共位置牆身磁磚嚴重剝落之全面調查報告》，賀一誠指廉署報告清楚說明湖畔大廈、業興大廈甩磚問題，各方都有責任，且報告指，當局沒有涉及行政違法，故政府不會追責。[9] 另外，盛傳多間衛星賭場於6月底開始將出現不續約的大規模結業潮，據其所知大部分衛星場會存續，除了那些承批公司不再續約的，「希望各位員工可以放心，大部分衛星賭場可以持續落去。」對於有多間衛星賭場結業，賀一誠表示「未收到好準確的數字」，而有關的部門還在審批相關程序，「但我知道大部分都係存續嘅。」[10]

## 6月7日
- 立法議員林宇滔向勞工事務局查詢有博企「以股代薪」方式取代基本薪金出糧，勞工局回應指相關企業指相關出糧方式是違法。[11]相關博企永利澳門發聲明指「現時有超過九成管理層成員同意由2022年6月至12月實施臨時性減薪措施。公司為答謝相關員工在這充滿挑戰的時期給予的支持，將授予他們等同於減薪價值的公司股份。」，又稱「一直與勞工局保持緊密溝通，確保所有程序符合法規。」惟永利在回覆中並沒有提及減薪幅度以及涉及的員工數目。[12]
- 文化局旗下的文化遺產委員會召開全體會議，在議程中討論停工已久的東望洋斜巷18-20號超高樓的新設計，除保持原有高度外，將立面改為玻璃設計。在相關消息公佈後引起社會組織“保護東望洋燈塔關注組”和前立法會議員蘇嘉豪對相關部門作出批評和提出質疑。[13]同日會議中亦公佈荔枝碗村船廠片區第一階段活化工作，對其中兩個地段的船廠即於X13地段的新鴻號船廠及於X14地段的文記船廠進行清拆重建，而首階段活化工程預算涉及金額約為4,200萬澳門元。[14]

## 6月8日
- 受一道低壓槽影響，澳門天氣不穩定，氣象局一度發出紅色暴雨警告信號，教青局宣佈非高等教育階段下午停課。暴雨期間，蓮花路近九澳隧道出現山泥傾瀉，澳門半島的下環；氹仔望德聖母灣馬路、氹仔馬場；路氹城路氹連貫公路至蓮花路近路環電廠圓形地出現水浸情況。[15][16][17]

## 6月9日
- 在立法會會議中有議員收到百上千條關於大學畢業生求助，指在畢業兩至三年仍未找到工作。[18]
- 立法會一般性通過修改預防及控制吸煙法律制度法案，法案建議包括禁止電子煙出售及攜帶有關產品出入境。[19]
- 新型冠狀病毒感染應變協調中心召開例行記招，宣佈為善用資源將位於望廈體育中心一樓的大型社區疫苗接種站關閉；[20]同時在記招上公佈再放寬外僱和外僱家屬入境限制，包括持“藍卡”或以工作目的的入境憑證人士、由政府部門通過的工作申請許可及獲逗留特別許可的專業外地僱員家屬。[21]
- 若憲馬路近山頂醫院地盤發生山泥傾瀉，波及旁邊大廈單位及導致大廈停車場石牆倒塌。[22][23]由於倒塌的石牆懷疑是文物，消防部門已通知文化局跟進，事件中無人員傷亡。[24]文化局其後證實山泥傾瀉事件波及被評定的不動產—城牆遺跡，而近加思欄馬路一段古城牆出現局部倒塌。[25]

## 6月10日
- 一輛運送蔬菜的貨車駛至青洲坊大廈停車場前懷疑制動系統失靈，車速過快導致車輛翻側，事件中蔬果散落一地，涉事司機報稱沒有受傷。[26]
- 行政會完成討論《修改第 28/2001 號行政法規（勳章、獎章和獎狀〉》行政法規草案。[27]
- 行政會完成討論完成討論的《修改〈澳門基金會章程〉》行政法規草案，規定超過100萬澳門元的資助項目將由信託委員會審批以使資助審批較過去模式更制度、規範化。[28][29]
- 近嘉思欄舊城牆遺址山泥傾瀉事件進入第二日，土地工務局接消防局通知跟進作檢測，初步判斷嘉安閣結構沒有即時危險。由於事發位置鄰近被判定的不動產城牆遺跡，加上環境複雜，為保障市民安全，土地工務局及公共建設局立即跟進，已展開緊急維護工程，而事發地點鄰近的私人建築項目被要求停工。[30]

## 6月11日
- 應變協調中心宣佈隨著Omicron變種病毒感染潛伏期短，一般在7天之內透過核酸檢測發現，由香港、台灣或外國入境澳門人士如符合疫苗接種條件和核酸陰性條件人士將改為需要10天醫學觀察加7天自我健康監測。[31]

## 6月12日
- 澳門特區政府公佈《澳門特別行政區工會法》公開諮詢總結報告，有部分意見認為諮詢文本沒有提及罷工權的內容，弱化了工會應有的權利與職能。而政府則回應指，應結合澳門的「實際」情況，以循序漸進的方式推動《工會法》的立法。[32]

## 6月13日
- 政府跨部門公佈2022年度的「中小企巨災財產保險」（下簡稱「巨災保險」）及「中小企巨災財產保險資助計劃」（下簡稱「巨災保險資助」）接受登記，登記期至同年12月30日，同時擴大保障範圍至黑色暴雨警告信號期間的損失，希望更切合中小企需要。[33]
- 立法會第二常設委員會繼續細則性審議修改《博彩法》法案，日後在簽署意見書中允許持牌公司與股東間接交叉持股最多5%。[34]
- 6月15日0時起，持由治安警發出關於獲批給有效「居留許可」或「逗留特別許可」之證明文件，可在遵守其他入境條件的前提下，無須獲得衛生當局的事先批准而由中國大陸入境澳門。[35]

## 6月14日
- 澳門特別行政區政府衛生局更新對於由公共部門或由機構、團體舉辦的餐飲聚會活動中就參加者及工作人員核酸檢測要求，由200人放寬至400人。[36]

## 6月15日
- 據香港傳媒報道，已故賭王何鴻燊二房太太藍瓊纓，於該年6月11日因癌症在香港養和醫院病逝，享年79歲。[37]

## 6月16日
- 銀河娛樂集團宣佈頻下利澳娛樂場及總統娛樂場停業進行內部盤點，兩間娛樂場的職員將會被調派到集團旗下其他娛樂場繼續工作，所有聘用條件維持不變。[38]
- 英皇娛樂酒店宣佈旗下澳門英皇酒店的衛星娛樂場業務早前宣佈於6月26日全面終止，有消息指澳娛綜合將於6月27日接手繼續營運該酒店博彩業務至同年12月31日。[39]

## 6月19日
- 新型冠狀病毒感染應變協調中心於當天凌晨公佈指於6月18日發現澳門社區有病毒核酸檢測結果初步呈陽性，中心聯同多個政府部門立即採取各項管控措施。[40] 其後再發現數十宗核酸陽性個案，爆發聚集性疫情。[41] 相關確診者並沒有外遊紀錄[42]。
- 新型冠狀病毒感染應變協調中心於早上宣佈展開新一輪為期48小時的全民核酸檢測計劃[43]。

## 6月21日
- 至當天上午9時，澳門陽性個案增至47宗，有10人為有症狀確診病例，34人暫沒有症狀則被列為無症狀感染者，另三人仍在調查中。[44]
- 根據初級法院排期，周焯華案將在9月2日下午開審。控方證人超過90人。[45]
- 立法會召開全體會議，修改《博彩法》全部條文獲細則性通過，由於疫情關係，通訊截取法案表決被取消，會議不對外開放並只向傳媒開放。[46]

## 6月22日
- 一批在路環某地盤工人被解僱遊行到澳門中聯辦要求僱主支付隔離費用，勞工局與中聯辦已協調情況基本解決。[47][48]

## 6月23日
- 行政長官賀一誠與六大博企簽署了修改合同，將娛樂場幸運博彩經營期限延長至2022年12月31日。[49]
- 至當天上午9時，澳門在本次聚集性疫情中合共有110名核酸陽性個案。[50]
- 行政長官批示當天下午5時起關閉電影院等娛樂場所，餐廳等飲食場所不得堂食。[51]
- 應變協調中心展開新一輪全民核酸檢測計劃，檢測時間為6月23日上午9時至6月24日晚上12時。[52]

## 6月24日
- 在本輪聚集性疫情中，至當天下午3時新增60例陽性個案，其中9例為確診個案和51例無症狀感染者，累計170例確診個案。[53]

## 6月28日
- 社會工作局接衛生局通知，在該一輪全民核酸檢測中，有一個十混一樣本呈陽性。經全院即時進行快速抗原檢測，發現上述 10 名員工中有一名健康照護員的快測結果呈陽性。該名員工在澳門居住，自6月18日沒有離澳，在之前的第一及第二次全民核檢，以及另外一次院內員工核檢和四次抗原快測中的結果均呈陰性。而除了該名員工外，院內的其餘員工及院友在上述快測中的結果均為陰性[54]。

## 6月29日
- 經珠澳口岸入境珠海除需持有24小時有效核酸陰性證明外，需持有完成預訂珠海防疫旅館證明並接受7天集中隔離醫學觀察和3天居家健康監測[55]。

## 6月30日
- 檢察院將其中四名違防疫的涉案男子已移送檢察院接受偵查措施有跡象顯示，四名嫌犯的相關行為涉嫌觸犯第2/2004號法律《傳染病防治法》第14條第1款第1項，結合同一法律第30條第2項規定及處罰的“違反防疫措施罪”，倘罪名成立，行為人可被判處最高六個月徒刑或科處最高六十日罰金[56]。
- 7月起，隨著全澳娛樂場和建築場地新增多項防疫措施，包括所有工作人士進入前須出示48小時內核酸檢測陰性證明及當日快速抗原檢測顯示陰性結果。6月30日上午，包括青茂口岸、鏡湖醫院、工人體育館、北安等核檢站大排長龍，場面混亂[57]。
- 當日下午，應變協調中心緊急宣佈取消入賭場及地盤持核檢48小時陰性證明措施[58]。
- 公共建設局及土地工務局經與有關部門研究和協商後，決定取消進入地盤前須持有48小時核酸檢測陰性證明的要求，但人員於每天上班前，須進行自我快速抗原檢測，結果為陰性並上傳至申報平台，持有澳門健康碼綠碼，才可進入地盤[59]。